# Ozzfest

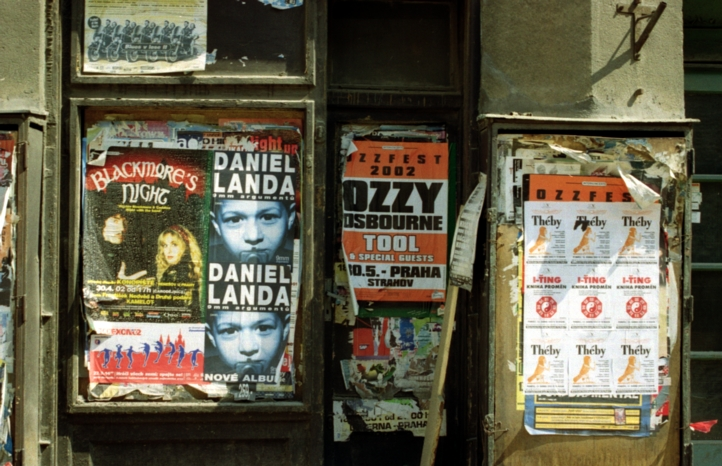
Poster Ozzfest 2002

Ozzfest is een Amerikaans heavymetalevenement dat is bedacht door Black Sabbath-zanger Ozzy Osbourne en zijn vrouw Sharon Osbourne. Het evenement toert jaarlijks door de Verenigde Staten. Op Ozzfest spelen veel bekende heavymetalbands en een aantal nieuwe en onbekende bands. Het evenement is mede zo populair omdat vele nieuwe bands er de kans krijgen om te spelen voor een groot publiek en zo bekend te worden. Veel bands zijn op deze manier nu enorm populair. Het festival vond voor het eerst plaats in 1996. In 1998 en 2001 vond het festival, behalve in de Verenigde Staten, ook plaats in het Verenigd Koninkrijk. In 2002 werd een Europese tournee gehouden, waarbij onder andere gespeeld werd in het Goffertpark in Nijmegen en in het sportpaleis te Antwerpen. Op de tv-zender MTV liep er een reeks, The Battle For Ozzfest, waarin verschillende bands streden voor een optreden op Ozzfest. In 2007 heeft Sharon bekendgemaakt dat Ozzfest gratis zal zijn, artiesten krijgen niet meer betaald. Ozzfest is ook als locatie opgenomen in Guitar Hero: World Tour.
Op Ozzfest speelden onder andere de volgende bands:
- Black Sabbath
- Black Label Society
- Bowling for Soup
- Gorefest
- Iron Maiden
- Judas Priest
- KoЯn
- Linkin Park
- Lordi
- Marilyn Manson
- Meshuggah
- Metallica
- Ozzy Osbourne
- Slayer
- Slipknot
- System Of A Down
- Velvet Revolver
- Vernon